# Qaḑā' Samā as Sirḩān
Qaḑā' Samā as Sirḩān (arabiska: قضاء سما السرحان) är en kommun i Jordanien.   Den ligger i guvernementet Mafraq, i den norra delen av landet, 60 km norr om huvudstaden Amman.